# Wisin

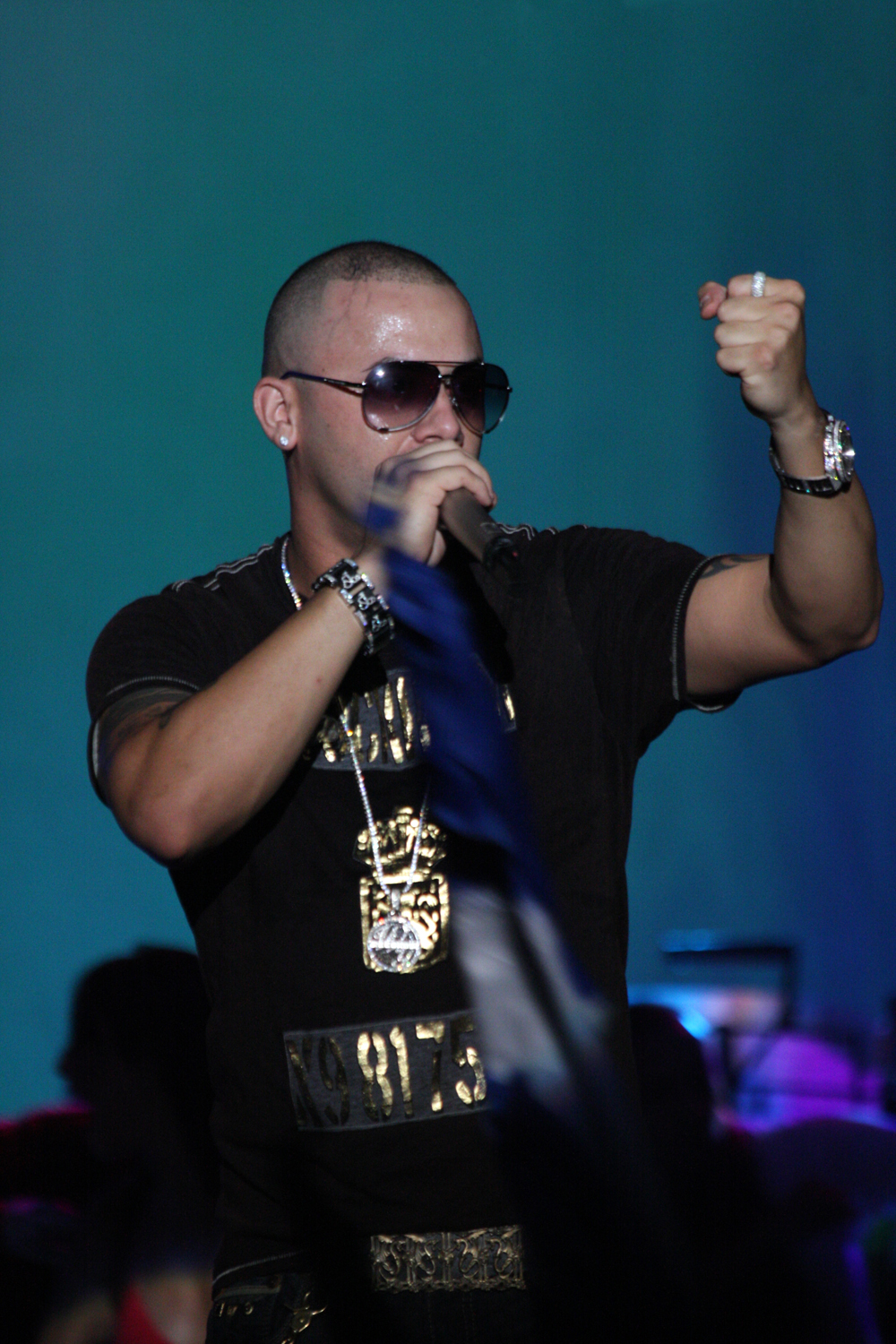
Wisin (2008)

Wisin (* 19. Dezember 1978 in Cayey, Puerto Rico; bürgerlich Juan Luis Morera Luna) ist ein puerto-ricanischer Reggaeton-Musiker. Er wurde als Teil des Duos Wisin & Yandel bekannt.

## Karriere
Wisin wuchs in Cayey auf und arbeitete in einem Fastfood-Restaurant. Sein Friseur war Yandel, und beide kannten sich schon aus der Schulzeit, woraufhin sich die beiden anfreundeten. Die beiden begannen, zusammen Musik zu veröffentlichen, und sind seitdem als Wisin & Yandel bekannt. Währenddessen erschien 2004 sein Debütalbum El sobreviviente, welches Platz 20 der US-Latin-Albencharts erreichte. Weitere Soloalben erschienen vorerst nicht, da die Duo-Karriere priorisiert wurde. Nachdem sich das Duo im Jahr 2013 vorläufig trennte, um ihre Solokarrieren voranzutreiben, veröffentlichte Wisin 2014 und 2015 zwei Solo-Studioalben. Das erste, El regreso del sobreviviente, erreichte sogar Platz 50 der Billboard 200.
Wisins Solokarriere ist vor allem in Lateinamerika und Spanien erfolgreich. 2016 steuerte er einen Gastbeitrag zum Song Duele el corazón von Enrique Iglesias bei, der weltweit Spitzenpositionen in den Charts erreichen konnte und mehrere Goldene und Platin-Schallplatten erhielt. Für diesen Song wurden sie 2016 für einen Latin Grammy in den Kategorien Song of the Year und Record of the Year nominiert.

## Privates
Wisin heiratete 2008 Yomaira Ortiz Feliciano und hat mit ihr zwei Kinder (* 2007 und 2009). Ihr drittes Kind wurde im August 2016 geboren, litt allerdings an Trisomie 13 und starb einen Monat später.

## Diskografie

### Studioalben
| Jahr | Titel Musiklabel                                     | Höchstplatzierung, Gesamtwochen, AuszeichnungChartplatzierungen (Jahr, Titel, Musiklabel, Platzierungen, Wochen, Auszeichnungen, Anmerkungen) | Höchstplatzierung, Gesamtwochen, AuszeichnungChartplatzierungen (Jahr, Titel, Musiklabel, Platzierungen, Wochen, Auszeichnungen, Anmerkungen) | Höchstplatzierung, Gesamtwochen, AuszeichnungChartplatzierungen (Jahr, Titel, Musiklabel, Platzierungen, Wochen, Auszeichnungen, Anmerkungen) | Höchstplatzierung, Gesamtwochen, AuszeichnungChartplatzierungen (Jahr, Titel, Musiklabel, Platzierungen, Wochen, Auszeichnungen, Anmerkungen) | Anmerkungen                                               |
| Jahr | Titel Musiklabel                                     | US | Latin | ES | MX | Anmerkungen                                               |
| ---- | ---------------------------------------------------- | --- | --- | --- | --- | --------------------------------------------------------- |
| 2004 | El sobreviviente Fresh Productions                   | — | Latin20 (11 Wo.)Latin | — | — | Erstveröffentlichung: 10. Februar 2004                    |
| 2014 | El regreso del sobreviviente Sony Music Latin        | US50 (1 Wo.)US | Latin3 (21 Wo.)Latin | — | MX74 Gold · (… Wo.)MX | Erstveröffentlichung: 18. März 2014                       |
| 2015 | Los vaqueros: La trilogia Sony Music Latin           | — | Latin1 Platin · (13 Wo.)Latin | — | MX62 (… Wo.)MX | Erstveröffentlichung: 11. September 2015                  |
| 2017 | Victory Sony Music Latin                             | US125 (1 Wo.)US | Latin2 (92 Wo.)Latin | — | MX— PlatinMX | Erstveröffentlichung: 1. Dezember 2017                    |
| 2021 | Los Legendarios 001 La Base Music Group / WK Records | — | — | — | — | Erstveröffentlichung: 4. Februar 2021 mit Los Legendarios |
| 2022 | Multimillo, Vol. 1 Sony Music Latin                  | — | Latin— GoldLatin | — | — | Erstveröffentlichung: 1. Juli 2022 mit Los Legendarios    |
| 2024 | Mr. W La Base Music Group (SME)                      | — | Latin47 (1 Wo.)Latin | ES64 (2 Wo.)ES | — | Erstveröffentlichung: 26. April 2024                      |

grau schraffiert: keine Chartdaten aus diesem Jahr verfügbar

### Singles als Leadmusiker
| Jahr | Titel Album                                      | Höchstplatzierung, Gesamtwochen, AuszeichnungChartplatzierungen (Jahr, Titel, Album, Platzierungen, Wochen, Auszeichnungen, Anmerkungen) | Höchstplatzierung, Gesamtwochen, AuszeichnungChartplatzierungen (Jahr, Titel, Album, Platzierungen, Wochen, Auszeichnungen, Anmerkungen) | Höchstplatzierung, Gesamtwochen, AuszeichnungChartplatzierungen (Jahr, Titel, Album, Platzierungen, Wochen, Auszeichnungen, Anmerkungen) | Höchstplatzierung, Gesamtwochen, AuszeichnungChartplatzierungen (Jahr, Titel, Album, Platzierungen, Wochen, Auszeichnungen, Anmerkungen) | Höchstplatzierung, Gesamtwochen, AuszeichnungChartplatzierungen (Jahr, Titel, Album, Platzierungen, Wochen, Auszeichnungen, Anmerkungen) | Anmerkungen |
| Jahr | Titel Album                                      | CH | US | Latin | ES | MX | Anmerkungen |
| ---- | ------------------------------------------------ | --- | --- | --- | --- | --- | --- |
| 2013 | Que viva la vida El regreso del sobreviviente    | — | — | Latin12 (25 Wo.)Latin | — | MX— GoldMX | Erstveröffentlichung: 22. Oktober 2013                                                                          |
| 2014 | Adrenalina El regreso del sobreviviente          | CH57 (2 Wo.)CH | US94 (1 Wo.)US | Latin2 (26 Wo.)Latin | ES3 ×2Doppelplatin + Doppelplatin (Streaming) · (49 Wo.)ES                                                                               | MX— PlatinMX | Erstveröffentlichung: 3. März 2014 feat. Jennifer Lopez & Ricky Martin                                          |
| 2015 | Nota de amor Los vaqueros: La trilogia           | — | — | Latin5 ×5Fünffachplatin · (22 Wo.)Latin                                                                                                  | ES76 Gold · (21 Wo.)ES | MX— GoldMX | Erstveröffentlichung: 13. Februar 2015 mit Carlos Vives feat. Daddy Yankee                                      |
| 2015 | Si lo hacemos bien –                             | — | — | Latin29 (20 Wo.)Latin | — | — | Erstveröffentlichung: 19. August 2015                                                                           |
| 2015 | Que se sienta el deseo Los vaqueros: La trilogia | — | — | Latin15 (16 Wo.)Latin | — | — | Erstveröffentlichung: 4. September 2015 feat. Ricky Martin                                                      |
| 2015 | Poder Los vaqueros: La trilogia                  | — | — | — | ES92 (1 Wo.)ES | — | Erstveröffentlichung: 4. September 2015 feat. Farruko                                                           |
| 2015 | Corazon acelerao Los vaqueros: La trilogia       | — | — | Latin20 (20 Wo.)Latin | ES74 (10 Wo.)ES | — | Erstveröffentlichung: 14. Oktober 2015                                                                          |
| 2015 | Tu libertad Los vaqueros: La trilogia            | — | — | — | ES99 (2 Wo.)ES | — | Erstveröffentlichung: 24. November 2015 feat. Prince Royce                                                      |
| 2016 | Vacaciones Victory                               | — | — | Latin11 ×9Neunfachplatin · (26 Wo.)Latin                                                                                                 | ES13 ×3Dreifachplatin · (51 Wo.)ES | MX— ×9NeunfachgoldMX | Erstveröffentlichung: 14. November 2016                                                                         |
| 2017 | Escápate conmigo Victory                         | — | US63 (20 Wo.)US | Latin3 ×4Vierfachplatin · (43 Wo.)Latin                                                                                                  | ES8 ×4Vierfachplatin · (52 Wo.)ES | MX3 ×2×3Doppeldiamant + Dreifachplatin · (… Wo.)MX                                                                                       | Erstveröffentlichung: 31. März 2017 feat. Ozuna                                                                 |
| 2017 | Todo comienza en la disco Victory                | — | — | Latin16 (20 Wo.)Latin | ES72 Gold · (15 Wo.)ES | MX— GoldMX | Erstveröffentlichung: 1. Dezember 2017 feat. Yandel und Daddy Yankee                                            |
| 2018 | Quisiera alejarme Victory                        | — | — | Latin13 (17 Wo.)Latin | — | MX— PlatinMX | Erstveröffentlichung: 13. Juli 2018 feat. Ozuna                                                                 |
| 2018 | Reggaeton en lo oscuro –                         | — | — | — | ES59 (8 Wo.)ES | — | Erstveröffentlichung: 25. Oktober 2018 mit Yandel                                                               |
| 2018 | Callao –                                         | — | — | — | ES93 (1 Wo.)ES | — | Erstveröffentlichung: 7. Dezember 2018 mit Yandel feat. Ozuna                                                   |
| 2019 | Si me das tu amor –                              | — | — | Latin24 Platin · (4 Wo.)Latin | — | — | Erstveröffentlichung: 1. März 2019 mit Carlos Vives                                                             |
| 2019 | III generaciones (3G) Multimillo, Vol. 1         | — | — | Latin44 (1 Wo.)Latin | — | MX— ×2DoppelplatinMX | Erstveröffentlichung: 7. Juni 2019 feat. Jon Z & Don Chezina                                                    |
| 2020 | 3G (Remix) Multimillo, Vol. 1                    | — | — | — | ES36 Platin · (12 Wo.)ES | — | Erstveröffentlichung: 24. Januar 2020 feat. Yandel, Farruko, Jon Z, Don Chezina, Chencho Corleone & Myke Towers |
| 2020 | Mi niña Los Legendarios 001                      | — | — | Latin10 ×8Achtfachplatin · (20 Wo.)Latin                                                                                                 | ES5 ×2Doppelplatin · (25 Wo.)ES | — | Erstveröffentlichung: 23. September 2020 mit Los Legendarios & Myke Towers                                      |
| 2021 | Fiel Los Legendarios 001                         | CH81 (4 Wo.)CH | US62 (9 Wo.)US | Latin5 ×4Diamant + Vierfachplatin · (26 Wo.)Latin                                                                                        | ES1 ×5Fünffachplatin · (42 Wo.)ES | MX— DiamantMX | Erstveröffentlichung: 5. Februar 2021 mit Los Legendarios & Jhay Cortez                                         |
| 2021 | Mi niña (Remix) –                                | — | — | Latin— PlatinLatin | ES83 (1 Wo.)ES | — | Erstveröffentlichung: 2. März 2021 mit Los Legendarios, Myke Towers, Maluma & Anitta                            |
| 2021 | Fiel (Remix) –                                   | — | — | Latin— ×8AchtfachplatinLatin | ES9 ×2Doppelplatin · (13 Wo.)ES | — | Erstveröffentlichung: 15. Juni 2021 mit Los Legendarios, Jhay Cortez, Anuel AA & Myke Towers                    |
| 2021 | Playita –                                        | — | — | Latin50 (1 Wo.)Latin | — | — | Erstveröffentlichung: 5. August 2021 mit Los Legendarios                                                        |
| 2021 | Emojis de corazones Multimillo, Vol. 1           | — | — | Latin22 Platin · (7 Wo.)Latin | ES68 Gold · (8 Wo.)ES | — | Erstveröffentlichung: 24. September 2021 mit Los Legendarios, Jhay Cortez & Ozuna                               |
| 2022 | Buenos dias Multimillo, Vol. 1                   | — | — | Latin47 (2 Wo.)Latin | ES32 Platin · (9 Wo.)ES | MX— GoldMX | Erstveröffentlichung: 14. Januar 2022 mit Camilo & Los Legendarios                                              |
| 2023 | Mi exxx Mr. W                                    | — | — | Latin40 ×2Doppelplatin · (1 Wo.)Latin | ES57 (3 Wo.)ES | — | Erstveröffentlichung: 20. April 2023 mit Anuel AA                                                               |
| 2024 | Bien loco Mr. W                                  | — | — | — | ES67 (1 Wo.)ES | — | Erstveröffentlichung: 18. April 2024 feat. Mora                                                                 |

grau schraffiert: keine Chartdaten aus diesem Jahr verfügbar
Weitere Singles
- 2019: Una noche (mit Rauw Alejandro, ES: Gold)
- 2020: Borracho (mit Brytiago, US: Gold (Latin))
- 2020: No me acostumbro (Remix) (mit Ozuna & Reik, US: Platin (Latin))

### Singles als Gastmusiker
| Jahr | Titel Album                                                   | Höchstplatzierung, Gesamtwochen, AuszeichnungChartplatzierungen (Jahr, Titel, Album, Platzierungen, Wochen, Auszeichnungen, Anmerkungen) | Höchstplatzierung, Gesamtwochen, AuszeichnungChartplatzierungen (Jahr, Titel, Album, Platzierungen, Wochen, Auszeichnungen, Anmerkungen) | Höchstplatzierung, Gesamtwochen, AuszeichnungChartplatzierungen (Jahr, Titel, Album, Platzierungen, Wochen, Auszeichnungen, Anmerkungen) | Höchstplatzierung, Gesamtwochen, AuszeichnungChartplatzierungen (Jahr, Titel, Album, Platzierungen, Wochen, Auszeichnungen, Anmerkungen) | Höchstplatzierung, Gesamtwochen, AuszeichnungChartplatzierungen (Jahr, Titel, Album, Platzierungen, Wochen, Auszeichnungen, Anmerkungen) | Höchstplatzierung, Gesamtwochen, AuszeichnungChartplatzierungen (Jahr, Titel, Album, Platzierungen, Wochen, Auszeichnungen, Anmerkungen) | Höchstplatzierung, Gesamtwochen, AuszeichnungChartplatzierungen (Jahr, Titel, Album, Platzierungen, Wochen, Auszeichnungen, Anmerkungen) | Anmerkungen |
| Jahr | Titel Album                                                   | DE | AT | CH | US | Latin | ES | MX | Anmerkungen |
| ---- | ------------------------------------------------------------- | --- | --- | --- | --- | --- | --- | --- | --- |
| 2013 | Desde el primer beso –                                        | — | — | — | — | Latin35 (17 Wo.)Latin | — | — | Erstveröffentlichung: 10. Dezember 2013 Gocho el Lapiz de Platino feat. Wisin                                           |
| 2014 | Muévelo Louder                                                | — | — | — | — | Latin25 Platin · (5 Wo.)Latin | ES13 Platin · (33 Wo.)ES | — | Erstveröffentlichung: 11. Oktober 2014 Sofia Reyes feat. Wisin                                                          |
| 2015 | Me marcharé –                                                 | — | — | — | — | Latin44 (3 Wo.)Latin | — | — | Erstveröffentlichung: 23. Januar 2015 Los Cadillacs feat. Wisin                                                         |
| 2015 | Rumba Inesperado                                              | — | — | — | — | — | — | — | Erstveröffentlichung: 24. Juli 2015 Anahí feat. Wisin                                                                   |
| 2015 | Baddest Girl in Town Dale                                     | — | — | — | — | Latin12 (19 Wo.)Latin | ES36 (20 Wo.)ES | MX— GoldMX | Erstveröffentlichung: 8. September 2015 Pitbull feat. Mohombi & Wisin                                                   |
| 2015 | Mayor que yo 3 Mas Flow 3                                     | — | — | — | — | Latin20 (20 Wo.)Latin | ES15 ×3Dreifachplatin · (48 Wo.)ES | — | Erstveröffentlichung: 23. Oktober 2015 Luny Tunes feat. Daddy Yankee, Wisin, Don Omar & Yandel                          |
| 2016 | Duele el corazón Reggaetones                                  | DE13 Gold · (23 Wo.)DE | AT6 Gold · (26 Wo.)AT | CH1 (54 Wo.)CH | US82 (8 Wo.)US | Latin1 ×2Diamant + Doppelplatin · (36 Wo.)Latin                                                                                          | ES1 ×6Sechsfachplatin · (63 Wo.)ES | MX2 ×2Diamant + Doppelplatin · (… Wo.)MX                                                                                                 | Erstveröffentlichung: 18. April 2016 Enrique Iglesias feat. Wisin, Remix feat. Tinashe & Javada                         |
| 2016 | Sin contrato (Remix) –                                        | — | — | — | — | Latin7 (26 Wo.)Latin | — | — | Erstveröffentlichung: 15. November 2016 Maluma feat. Fifth Harmony, Remix feat. Don Omar & Wisin                        |
| 2016 | Sola (Remix) –                                                | — | — | — | — | Latin34 ×7Siebenfachplatin · (20 Wo.)Latin                                                                                               | ES— ×2DoppelplatinES | MX19 (… Wo.)MX | Erstveröffentlichung: 2. Dezember 2016 Anuel AA feat. Daddy Yankee, Wisin, Farruko & Zion y Lennox                      |
| 2016 | Si una vez (If I Once) Tom Clancy’s Ghost Recon Wildlands OST | — | — | — | — | Latin22 ×4Vierfachplatin · (17 Wo.)Latin                                                                                                 | — | — | Erstveröffentlichung: 2. Dezember 2016 Play-N-Skillz feat. Frankie J, Wisin & Leslie Grace, Remix feat. Becky G & Kap G |
| 2017 | Alguien robo –                                                | — | — | — | — | Latin31 (13 Wo.)Latin | ES22 ×2Doppelplatin · (33 Wo.)ES | MX— ×2DoppelplatinMX | Erstveröffentlichung: 10. Februar 2017 Sebastián Yatra feat. Nacho & Wisin                                              |
| 2017 | Qué me has hecho –                                            | — | — | — | — | Latin25 Platin · (19 Wo.)Latin | ES83 (2 Wo.)ES | MX— PlatinMX | Erstveröffentlichung: 20. April 2017 Chayanne feat. Wisin                                                               |
| 2017 | Quedate conmigo –                                             | — | — | — | — | Latin25 Platin · (18 Wo.)Latin | ES91 (4 Wo.)ES | — | Erstveröffentlichung: 18. Mai 2017 Chyno Miranda feat. Wisin y Gente de Zona                                            |
| 2017 | Bonita (Remix) –                                              | — | — | — | — | Latin8 (26 Wo.)Latin | ES8 ×3Dreifachplatin · (44 Wo.)ES | — | Erstveröffentlichung: 2. Juni 2017 J Balvin & Jowell y Randy feat. Yandel, Ozuna & Nicky Jam                            |
| 2017 | Si tú la ves –                                                | — | — | — | — | Latin18 (26 Wo.)Latin | ES50 Platin · (37 Wo.)ES | MX— ×4VierfachplatinMX | Erstveröffentlichung: 28. Juli 2017 Nicky Jam feat. Wisin                                                               |
| 2017 | Como antes Update                                             | — | — | — | — | Latin7 ×7Siebenfachplatin · (20 Wo.)Latin                                                                                                | ES62 Gold · (17 Wo.)ES | — | Erstveröffentlichung: 8. September 2017 Yandel feat. Wisin                                                              |
| 2017 | Amor, amor, amor –                                            | — | — | CH33 (1 Wo.)CH | — | Latin10 (14 Wo.)Latin | ES60 (10 Wo.)ES | MX— GoldMX | Erstveröffentlichung: 10. November 2017 Jennifer Lopez feat. Wisin                                                      |
| 2018 | Solita –                                                      | — | — | — | — | Latin20 ×4Vierfachdiamant + Vierfachplatin · (21 Wo.)Latin                                                                               | ES20 ×2Doppelplatin · (21 Wo.)ES | — | Erstveröffentlichung: 19. Januar 2018 Ozuna, Mambo Kingz & DJ Luian feat. Bad Bunny, Wisin & Almighty                   |
| 2018 | Me niego Ahora                                                | — | — | CH63 (15 Wo.)CH | — | Latin6 ×2Doppeldiamant + Platin · (28 Wo.)Latin                                                                                          | ES2 ×5Fünffachplatin · (48 Wo.)ES | MX— ×2×3Doppeldiamant + DreifachgoldMX                                                                                                   | Erstveröffentlichung: 16. Februar 2018 Reik feat. Ozuna & Wisin                                                         |
| 2019 | Quizás The Academy                                            | — | — | — | — | Latin41 ×7Siebenfachplatin · (5 Wo.)Latin                                                                                                | ES15 ×2Doppelplatin · (22 Wo.)ES | — | Erstveröffentlichung: 11. Oktober 2019 Dimelo Flow, Sech, Dalex, Justin Quiles, Lenny Tavarez, Feid, Wisin & Zion       |
| 2020 | Gistro amarillo Enoc                                          | — | — | — | — | Latin20 (12 Wo.)Latin | — | — | Erstveröffentlichung: 23. Juli 2020 Ozuna feat. Wisin                                                                   |
| 2020 | Enemigos ocultos Enoc                                         | — | — | — | — | Latin17 (3 Wo.)Latin | ES23 Gold · (4 Wo.)ES | — | Erstveröffentlichung: 3. September 2020 Ozuna feat. Wisin, Myke Towers Arcángel, Juanka & Cosculluela                   |
| 2022 | Soy Yo Forever King                                           | — | — | — | — | Latin35 (4 Wo.)Latin | — | — | Erstveröffentlichung: 21. April 2022 Don Omar feat. Wisin & Gente de Zona                                               |

grau schraffiert: keine Chartdaten aus diesem Jahr verfügbar
Weitere Gastbeiträge
- 2019: Música (DJ Luian & Mambo Kingz feat. Darrell, Wisin, Farruko, Arcángel & Myke Towers, US: ×2Doppelplatin (Latin) )

## Auszeichnungen für Musikverkäufe
| Silberne Schallplatte - Vereinigtes Königreich - 2023: für die Single Duele el corazón Goldene Schallplatte - Argentinien - 2017: für die Single Alguien robó - Chile - 2017: für die Single Alguien robó - Dänemark - 2019: für die Single Duele el Corazón - Italien - 2016: für die Single Adrenalina - 2017: für die Single Andas en mi cabeza - 2017: für die Single Vacaciones - 2018: für die Single Si tú la ves - 2019: für die Single Solita - 2021: für die Single Fiel - Vereinigte Staaten - 2022: für das Lied En Mi Habitación (Latin) Platin-Schallplatte - Belgien - 2016: für die Single Duele el Corazón - Ecuador - 2017: für die Single Alguien robó - Italien - 2018: für die Single Escápate conmigo - 2018: für die Single Me niego - Kanada - 2021: für die Single Duele el Corazón - Kolumbien - 2017: für die Single Alguien robó - Peru - 2017: für die Single Alguien robó - Portugal - 2019: für die Single Duele el corazón - Spanien - 2024: für das Lied Pensando en Ti - Vereinigte Staaten - 2019: für das Lied Pensando en Ti - Zentralamerika - 2017: für die Single Alguien robó | 2× Platin-Schallplatte - Chile - 2018: für die Single Vacaciones 3× Platin-Schallplatte - Chile - 2017: für die Single Duele el Corazón - Schweden - 2017: für die Single Duele el corazón 5× Platin-Schallplatte - Chile - 2018: für die Single Escápate conmigo 6× Platin-Schallplatte - Italien - 2017: für die Single Duele el corazón Diamantene Schallplatte - Brasilien - 2022: für die Single Duele el Corazón - Frankreich - 2016: für die Single Duele el Corazón - Polen - 2016: für die Single Duele el Corazón |

Anmerkung: Auszeichnungen in Ländern aus den Charttabellen bzw. Chartboxen sind in ebendiesen zu finden.
| Land/RegionAuszeichnungen für Musikverkäufe (Land/Region, Auszeichnungen, Verkäufe, Quellen) | Silber  | Gold       | Platin         | Diamant       | Verkäufe  | Quellen              |
| -------------------------------------------------------------------------------------------- | ------- | ---------- | -------------- | ------------- | --------- | -------------------- |
| Argentinien (CAPIF)                                                                          | —       | Gold1      | —              | —             | 10.000    | Einzelnachweise      |
| Belgien (BRMA)                                                                               | —       | —          | Platin1        | —             | 30.000    | ultratop.be          |
| Brasilien (PMB)                                                                              | —       | —          | —              | Diamant1      | 250.000   | pro-musicabr.org.br  |
| Chile (IFPI)                                                                                 | —       | Gold1      | 10× Platin10   | —             | 1.120.000 | profovi.cl           |
| Dänemark (IFPI)                                                                              | —       | Gold1      | —              | —             | 45.000    | ifpi.dk              |
| Deutschland (BVMI)                                                                           | —       | Gold1      | —              | —             | 200.000   | musikindustrie.de    |
| Ecuador (SOPROFON)                                                                           | —       | —          | Platin1        | —             | 6.000     | Einzelnachweise      |
| Frankreich (SNEP)                                                                            | —       | —          | —              | Diamant1      | 233.333   | snepmusique.com      |
| Italien (FIMI)                                                                               | —       | 6× Gold6   | 8× Platin8     | —             | 560.000   | fimi.it              |
| Kanada (MC)                                                                                  | —       | —          | Platin1        | —             | 80.000    | musiccanada.com      |
| Kolumbien (ASINCOL)                                                                          | —       | —          | Platin1        | —             | 20.000    | Einzelnachweise      |
| Mexiko (AMPROFON)                                                                            | —       | 9× Gold9   | 22× Platin22   | 6× Diamant6   | 3.830.000 | amprofon.com.mx      |
| Österreich (IFPI)                                                                            | —       | Gold1      | —              | —             | 15.000    | ifpi.at              |
| Peru (UNIMPRO)                                                                               | —       | —          | Platin1        | —             | 6.000     | Einzelnachweise      |
| Polen (ZPAV)                                                                                 | —       | —          | —              | Diamant1      | 100.000   | olis.pl              |
| Portugal (AFP)                                                                               | —       | —          | Platin1        | —             | 10.000    | Einzelnachweise      |
| Schweden (IFPI)                                                                              | —       | —          | 3× Platin3     | —             | 120.000   | sverigetopplistan.se |
| Spanien (Promusicae)                                                                         | —       | 6× Gold6   | 50× Platin50   | —             | 2.450.000 | elportaldemusica.es  |
| Vereinigte Staaten (RIAA)                                                                    | —       | 3× Gold3   | 83× Platin83   | 8× Diamant8   | 9.770.000 | riaa.com             |
| Vereinigtes Königreich (BPI)                                                                 | Silber1 | —          | —              | —             | 200.000   | bpi.co.uk            |
| Zentralamerika (CFC)                                                                         | —       | —          | Platin1        | —             | 70.000    | Einzelnachweise      |
| Insgesamt                                                                                    | Silber1 | 29× Gold29 | 183× Platin183 | 17× Diamant17 |           |                      |